# Primera División 1985 (Argentina)
La Primera División 1985 è stata la 58ª edizione del massimo torneo calcistico argentino e la 20ª e ultima ad essere disputata con la formula dei tornei Nacional e Metropolitano.

## Campionato Nacional
Il campionato Nacional del 1985 fu strutturato in modo complesso; il Metropolitano non fu disputato, e dalla stagione successiva fu mutuato il modello dei campionati europei, che sostituì lo svolgimento del torneo in un solo anno solare con quello distribuito in due annate.

### Fase a gruppi (Prima fase)
Le prime due e le ultime due alla rispettiva fase a eliminazione diretta.

#### Gruppo A
| Pos. | Squadra              | Pt | G | V | N | P | GF | GS | DR |
| ---- | -------------------- | -- | - | - | - | - | -- | -- | -- |
| 1.   | Estudiantes La Plata | 9  | 6 | 4 | 1 | 1 | 12 | 4  | 8  |
| 2.   | Ramón Santamarina    | 5  | 6 | 2 | 1 | 3 | 5  | 6  | -1 |
| 3.   | Racing de Córdoba    | 5  | 6 | 2 | 1 | 3 | 5  | 8  | -3 |
| 4.   | Platense             | 5  | 6 | 2 | 1 | 3 | 5  | 9  | -4 |

#### Gruppo B
| Pos. | Squadra                | Pt | G | V | N | P | GF | GS | DR |
| ---- | ---------------------- | -- | - | - | - | - | -- | -- | -- |
| 1.   | Boca Juniors           | 8  | 6 | 3 | 2 | 1 | 13 | 6  | 7  |
| 2.   | Estudiantes Río Cuarto | 7  | 6 | 3 | 1 | 2 | 12 | 12 | 0  |
| 3.   | Temperley              | 5  | 6 | 2 | 1 | 3 | 8  | 11 | -3 |
| 4.   | Altos Hornos Zapla     | 4  | 6 | 2 | 0 | 4 | 5  | 9  | -4 |

#### Gruppo C
| Pos. | Squadra                | Pt | G | V | N | P | GF | GS | DR |
| ---- | ---------------------- | -- | - | - | - | - | -- | -- | -- |
| 1.   | Independiente          | 7  | 6 | 3 | 1 | 2 | 11 | 6  | 5  |
| 2.   | Talleres de Córdoba    | 7  | 6 | 3 | 1 | 2 | 6  | 6  | 0  |
| 3.   | Guaraní Antonio Franco | 7  | 6 | 3 | 1 | 2 | 6  | 8  | -2 |
| 4.   | Huracán                | 3  | 6 | 0 | 3 | 3 | 7  | 10 | -3 |

#### Gruppo D
| Pos. | Squadra           | Pt | G | V | N | P | GF | GS | DR |
| ---- | ----------------- | -- | - | - | - | - | -- | -- | -- |
| 1.   | River Plate       | 10 | 6 | 4 | 2 | 0 | 10 | 4  | 6  |
| 2.   | Unión de Santa Fe | 5  | 6 | 1 | 3 | 2 | 9  | 6  | 3  |
| 3.   | Gimnasia La Plata | 5  | 6 | 1 | 3 | 2 | 4  | 10 | -6 |
| 4.   | Cipolletti        | 4  | 6 | 0 | 4 | 2 | 5  | 8  | -3 |

#### Gruppo E
| Pos. | Squadra           | Pt | G | V | N | P | GF | GS | DR |
| ---- | ----------------- | -- | - | - | - | - | -- | -- | -- |
| 1.   | Newell's Old Boys | 8  | 6 | 2 | 4 | 0 | 9  | 6  | 3  |
| 2.   | San Lorenzo       | 7  | 6 | 2 | 3 | 1 | 10 | 5  | 5  |
| 3.   | Huracán Las Heras | 7  | 6 | 2 | 3 | 1 | 8  | 8  | 0  |
| 4.   | Círculo Deportivo | 2  | 6 | 1 | 0 | 5 | 6  | 14 | -8 |

#### Gruppo F
| Pos. | Squadra             | Pt | G | V | N | P | GF | GS | DR  |
| ---- | ------------------- | -- | - | - | - | - | -- | -- | --- |
| 1.   | Argentinos Juniors  | 9  | 6 | 3 | 3 | 0 | 16 | 5  | 11  |
| 2.   | Chacarita Juniors   | 7  | 6 | 3 | 1 | 2 | 11 | 6  | 5   |
| 3.   | Central Norte       | 5  | 6 | 1 | 3 | 2 | 4  | 14 | -10 |
| 4.   | Belgrano de Córdoba | 3  | 6 | 0 | 3 | 3 | 8  | 14 | -6  |

#### Gruppo G
| Pos. | Squadra             | Pt | G | V | N | P | GF | GS | DR |
| ---- | ------------------- | -- | - | - | - | - | -- | -- | -- |
| 1.   | San Martín Tucumán  | 8  | 6 | 3 | 2 | 1 | 12 | 4  | 8  |
| 2.   | Vélez Sársfield     | 8  | 6 | 2 | 3 | 1 | 11 | 6  | 5  |
| 3.   | Argentino de Firmat | 5  | 6 | 2 | 1 | 3 | 5  | 10 | -5 |
| 4.   | Juventud Alianza    | 3  | 6 | 1 | 1 | 4 | 4  | 12 | -8 |

#### Gruppo H
| Pos. | Squadra              | Pt | G | V | N | P | GF | GS | DR |
| ---- | -------------------- | -- | - | - | - | - | -- | -- | -- |
| 1.   | Ferro Carril Oeste   | 9  | 6 | 4 | 1 | 1 | 8  | 2  | 6  |
| 2.   | Deportivo Español    | 7  | 6 | 3 | 1 | 2 | 9  | 6  | 3  |
| 3.   | Instituto de Córdoba | 6  | 6 | 3 | 0 | 3 | 9  | 9  | 0  |
| 4.   | Juventud Antoniana   | 2  | 6 | 1 | 0 | 5 | 4  | 13 | -9 |

### Seconda fase

#### Fase a eliminazione diretta - Primi posti
I vincitori ai quarti di finale, gli sconfitti al terzo turno degli ultimi posti.
| Squadra 1          | Totale | Squadra 2          | Andata | Ritorno |
| ------------------ | ------ | ------------------ | ------ | ------- |
| Independiente      | 6 - 3  | Ramón Santamarina  | 3 - 1  | 3 - 2   |
| Talleres (C)       | 2 - 4  | Estudiantes (LP)   | 1 - 1  | 1 - 3   |
| Newell's Old Boys  | 2 - 1  | Chacarita Juniors  | 0 - 0  | 2 - 1   |
| San Lorenzo        | 2 - 3  | Argentinos Juniors | 2 - 2  | 0 - 1   |
| San Martín (T)     | 4 - 2  | Estudiantes (RC)   | 4 - 2  | 0 - 0   |
| Boca Juniors       | 3 - 5  | Vélez Sarsfield    | 3 - 2  | 0 - 3   |
| Ferro Carril Oeste | 3 - 1  | Unión (SF)         | 1 - 0  | 2 - 1   |
| Dep. Español       | 2 - 6  | River Plate        | 2 - 1  | 0 - 5   |

#### Fase a eliminazione diretta - ultimi posti
| Squadra 1              | Totale | Squadra 2           | Andata | Ritorno |
| ---------------------- | ------ | ------------------- | ------ | ------- |
| Guaraní Antonio Franco | 0 - 1  | Platense            | 0 - 0  | 0 - 1   |
| Huracán                | 3 - 2  | Racing (C)          | 2 - 1  | 1 - 1   |
| Belgrano               | 3 - 4  | Huracán Las Heras   | 2 - 1  | 1 - 3   |
| Central Norte (S)      | 2 - 3  | Círculo Dep. (O)    | 0 - 0  | 2 - 3   |
| Altos Hornos Zapla     | 3 - 2  | Argentino de Firmat | 2 - 0  | 1 - 2   |
| Juventud Alianza       | 5 - 7  | Temperley           | 4 - 3  | 1 - 4   |
| Cipolletti             | 1 - 3  | Instituto (C)       | 0 - 0  | 1 - 3   |
| Gimnasia (LP)          | 3 - 1  | Juv. Antoniana      | 3 - 0  | 0 - 1   |

### Terza fase
Quarti di finale - primi posti
| Squadra 1          | Risultato   | Squadra 2          |
| ------------------ | ----------- | ------------------ |
| San Martín (T)     | 0 - 2       | Argentinos Juniors |
| Ferro Carril Oeste | 3 - 0       | Independiente      |
| River Plate        | 2 - 0       | Estudiantes (LP)   |
| Newell's Old Boys  | 1 - 2 (dts) | Vélez Sarsfield    |

Terzo turno - ultimi posti
| Squadra 1         | Risultato       | Squadra 2          |
| ----------------- | --------------- | ------------------ |
| Estudiantes (RC)  | 0 - 1           | Temperley          |
| Gimnasia (LP)     | 0 - 2           | Dep. Español       |
| Unión (SF)        | 3 - 0           | Platense           |
| Talleres (C)      | 0 - 4           | Instituto (C)      |
| Boca Juniors      | 3 - 1           | Altos Hornos Zapla |
| Huracán Las Heras | 3 - 3 (2-3 dcr) | San Lorenzo        |
| Chacarita Juniors | 0 - 0 (4-3 dcr) | Huracán            |
| Central Norte (S) | 1 - 1 (4-2 dcr) | Ramón Santamarina  |

### Quarta fase
Semifinali primi posti
| Squadra 1          | Risultato | Squadra 2          |
| ------------------ | --------- | ------------------ |
| Ferro Carril Oeste | 0 - 3     | Argentinos Juniors |
| Vélez Sarsfield    | 3 - 0     | River Plate        |

Quarto turno - ultimi posti
| Squadra 1         | Risultato       | Squadra 2     |
| ----------------- | --------------- | ------------- |
| Independiente     | 1 - 0           | Boca Juniors  |
| Newell's Old Boys | 2 - 1           | Temperley     |
| Chacarita Juniors | 2 - 0 (aet)     | San Lorenzo   |
| Estudiantes (LP)  | 1 - 1 (6-5 dcr) | Dep. Español  |
| Central Norte (S) | 0 - 0 (1-3 dcr) | Unión (SF)    |
| San Martín (T)    | 0 - 0 (4-1 dcr) | Instituto (C) |

### Quinta fase
Finale primi posti
| Squadra 1          | Totale | Squadra 2       | Andata | Ritorno         |
| ------------------ | ------ | --------------- | ------ | --------------- |
| Argentinos Juniors | 2 - 2  | Vélez Sarsfield | 2 - 0  | 0 - 2 (4-3 dcr) |

- Argentinos Juniors in finale
- Vélez Sársfield in finale degli ultimi posti

Quinto turno - ultimi posti
| Squadra 1          | Risultato       | Squadra 2         |
| ------------------ | --------------- | ----------------- |
| Newell's Old Boys  | 1 - 0           | Chacarita Juniors |
| Estudiantes (LP)   | 1 - 0           | San Martín (T)    |
| River Plate        | 1 - 0           | Unión (SF)        |
| Ferro Carril Oeste | 0 - 0 (2-4 dcr) | Independiente     |

### Sesta fase
Sesto turno - ultimi posti
| Squadra 1     | Risultato | Squadra 2         |
| ------------- | --------- | ----------------- |
| River Plate   | 4 - 1     | Estudiantes (LP)  |
| Independiente | 0 - 2     | Newell's Old Boys |

### Settima fase
Settimo turno - ultimi posti
| Squadra 1   | Risultato | Squadra 2         |
| ----------- | --------- | ----------------- |
| River Plate | 2 - 0     | Newell's Old Boys |

### Ottava fase
Finale - ultimi posti
| Squadra 1       | Risultato | Squadra 2   |
| --------------- | --------- | ----------- |
| Vélez Sarsfield | 2 - 1     | River Plate |

- Vélez Sársfield in finale

### Finale
28 agosto 1985
| Squadra 1          | Risultato       | Squadra 2       |
| ------------------ | --------------- | --------------- |
| Argentinos Juniors | 1 - 1 (3-4 dcr) | Vélez Sarsfield |

- Dato che l'Argentinos Juniors aveva raggiunto la finale imbattuto, fu organizzata una seconda partita, sì da dare alla squadra una seconda possibilità, come era stato fatto con tutte le altre compagini.

3 settembre 1985
| Squadra 1       | Risultato | Squadra 2          |
| --------------- | --------- | ------------------ |
| Vélez Sarsfield | 1 - 2     | Argentinos Juniors |

### Classifica marcatori
| Gol |  |  | Giocatore   | Squadra         |
| --- |  |  | ----------- | --------------- |
| 12  |  |  | Jorge Comas | Vélez Sarsfield |